# Mina Rees
 (octobre 2020).
Le contenu est difficilement compréhensible vu les erreurs de traduction, qui sont peut-être dues à l'utilisation d'un logiciel de traduction automatique.
Pour les articles homonymes, voir Rees.
Mina Spiegel Rees (2 août 1902 - 25 octobre 1997) est une mathématicienne américaine.

## Biographie
Elle est la première femme présidente de l'Association américaine pour l'avancement des sciences en 1971, ainsi que la première femme à diriger le département de mathématiques de l'Office of Naval Research américain.
Rees fait figure de pionnière dans l'histoire de l'informatique et contribue à fonder des structures institutionnelles destinées à la recherche. Rees est la présidente fondatrice, et présidente émérite du Graduate Center and University Center à CUNY. Elle reçoit la Public Welfare Medal (en), l'honneur le plus haut de l'Académie nationale des sciences ; la King's Medal for Service in the Cause of Freedom (en), et au moins 18 doctorats à titre honorifique.

## Vie privée
Rees est la fille de Moses et Alice Louise (née Stackhouse) Rees. La famille déménage de Cleveland (Ohio) à New York, où Rees fréquente aux écoles publiques de la ville. En 1955, Rees épouse le médecin Leopold Brahdy. Elle est morte en 1997 à la maison de Mary Manning Walsh au Manhattan.

## Éducation
Elle est major de promotion au lycée (en) du Hunter College à New York. Elle obtient un diplôme avec Summa cum Laude en mathématique au Hunter College en 1923. Elle reçoit un master en mathématiques de l'université Columbia en 1925, où elle étudie aussi étudié le droit. À ce moment-là, on lui dit officieusement que "le département de mathématiques de la Columbia ne veut pas de candidats femmes pour son programme de doctorat". Elle commence à enseigner au Hunter College, et prend ensuite un congé sabbatique pour étudier pour le doctorat à l'université de Chicago en 1929. Elle gagne son doctorat en 1931 avec une dissertation sur l'algèbre abstraite intitulée "Des algèbres de Division associées à une équation dont le groupe a quatre générateurs" ("Division algebras associated with an equation whose group has four generators") publiée dans l'American Journal of Mathematics, Vol 54 (janvier 1932), 51-65. Son conseiller était Leonard Dickson.

## Carrière
- 1925-32 : instructrice au Hunter College (en doctorat)
- 1932-40 : professeure au Hunter College
- 1940 : maître de conférences au Hunter College
- Deuxième Guerre mondiale : Aide technique/Assistant de direction avec le Panneau de Mathématiques Appliqué au Bureau de Recherche et de Développement Scientifique.
- 1947 : membre du Conseil ACM[6]
- 1945-51 : directrice de la branche de Mathématiques au Bureau de Recherche Navale
- 1952-53 : directrice de Science Adjointe à l'Office of Naval Research.
- 1953-61 : doyenne du Hunter College
- 1961-67 : professeure titulaire et la Première Doyenne d'Études de Graduate Studies at Université de la ville de New York (CUNY)
- 1964-70 : membre du Conseil national scientifique américain (en)
- 1967-69 : doyenne de Graduate School à l'université de la ville de New York
- 1969-72 : présidente fondatrice (et, en 1972, première présidente émérite) du Graduate School à université de la ville de New York
- 1971 : première présidente féminine de l'Association américaine pour l'avancement des sciences (AAAS).
- première présidente de l'United States Council of Graduate Schools (en)

Rees est le chef de recherche dans de multiples programmes du Bureau de Recherche Navale (Office of Naval Research). Elle est très importante dans le développement du Bureau de Recherche Navale, dans des projets qui étudient les algorithmes mathématiques pour l'informatique, et pour des programmes universitaires qui construisent des ordinateurs tel que Projet Whirlwind au MIT. Elle est l'une des premières à être en faveur une mémoire à cœur magnétique et électrostatique, entre autres choses.
Le New York Times a dit : "Dr Rees a aussi un rôle important dans le développement et la diversification des études mathématiques."

## Honneurs
En 1953, le conseil de la Société Américaine de Mathématiques dit que "La recherche mathématiques en Amérique après la Seconde Guerre Mondiale doit beaucoup au travail du Bureau de Recherche Navale, et à Mina Rees."
En 1962, Rees reçoit le Premier Prix pour service éminent aux mathématiques de l'Association Américaine de Mathématiques.
En 1965, Rees reçoit le prix de Association américaine des femmes diplômées des universités, une récompense annuelle.
Elle reçoit la Public Welfare Medal (en), le meilleur honneur de Académie Nationale des Sciences en 1983. La King's Medal (Royaume-Uni), et le President's Certificate of Merit (États-Unis) pour son importante contribution pendant la Seconde Guerre Mondiale.
La bibliothèque du Graduate Center de CUNY est renommé Mina Rees en 1985.
En 1989, elle reçoit le Computer Pioneer Award de l'IEEE Computer Society